# Nhạc pop Thái Lan
Nhạc pop Thái Lan (tiếng Thái: ไทยป็อป) hay T-pop hoặc Nhạc trẻ Thái Lan là một thể loại âm nhạc Thái Lan đại thể tương đương với nhạc pop phương Tây. Dòng nhạc này nổi lên trong suốt những năm 1970 - 1980, nằm trong thời kỳ gọi là nhạc string (tiếng Thái: เพลงสตริง). T-pop thịnh hành vào thập niên 1990 và kể từ đó đã thống trị ngành công nghiệp âm nhạc Thái Lan.
Nguồn gốc của nhạc string nằm ở thể loại R&B của Mỹ, các nghệ sĩ nhạc surf rock như The Ventures và Dick Dale, các dòng nhạc exotica, rockabilly, nhạc đồng quê và miền Tây, do các binh lính Mỹ và Úc tham chiến ở Việt Nam đem tới Thái Lan vào cuối những năm 1950 - đầu những năm 1960. Dòng nhạc này còn bị thu hút nặng nề bởi nhạc rock'n'roll trong cuộc xâm lăng của nước Anh, nhạc garage rock và các bản nhạc phim Hollywood. Thuật ngữ này mang hàm nghĩa cực kỳ rộng, bao gồm cả nhạc rock Thái Lan, nhạc dance, nhạc rap và nhạc đại chúng mang ảnh hưởng phương Tây nói chung. Thông thường nó không bao gồm dân ca, nhạc rock, phleng phuea chiwit (nhạc cho cuộc sống). Kể từ thập niên 1980, dòng nhạc pop Thái Lan đã hòa lẫn với các thể loại khác như là disco, funk, dance.

## Nhóm nhạc và nghệ sĩ hát đơn
Những năm 1980 có các nhóm nhạc: The Impossibles, Sao Sao Sao, Asanee-Wasan và các nghệ sĩ hát đơn: Thongchai McIntyre (Bird), Pumpuang Duangjan (Pueng), v.v...
Những năm 1990 có các nhóm nhạc: Hijack, UHT, Bazoo, Boyscout và các nghệ sĩ hát đơn: Tata Young, Marsha Wattanapanich, James Ruangsak, Christina Aguilar (Tina), Rhatha Phongam (YaYa Ying), Jetrin Wattanasin (J Jetrin), Patiparn Pataweekarn (Mos) và các bộ đôi nhóm nhạc: Raptor, China Dolls, Lift-Oil, Jintara Poonlarp, v.v...
Những năm 2000 có các nhóm nhạc: D2B, Girly Berry, ZaZa và các nghệ sĩ hát đơn: Katreeya English, Mr. D và bộ đôi nhóm nhạc Golf-Mike, v.v...
Những năm 2007 có các nhóm nhạc: K-Otic, Faye Fang Kaew và các nghệ sĩ hát đơn: Sukrit Wisedkaew (Bie/Gumbie), Waii Panyarisa, Saranyu Winaipanit (Ice) và bộ đôi nhóm nhạc Four-Mod, v.v...
Những năm 2010 có các nhóm nhạc: 3.2.1, Candy Mafia và các nghệ sĩ hát đơn: Timethai, Kratae Rsiam, v.v...
Từ 2017 đến nay có các nhóm nhạc: 9By9, BNK48, CGM48, SIZZY và các nghệ sĩ hát đơn: Palitchoke Ayanaputra (Peck), Jannine Weigel (Ploychompoo), Gena Desouza (Jeena D.), Jaonaay, Am Chonthicha, Milli v.v...

## T-wind
T-wind (Làn gió Thái Lan) là một thuật ngữ được dùng để mô tả hiện tượng văn hóa đại chúng Thái Lan trên thị trường quốc tế, như là lakorn (phim truyền hình Thái Lan), âm nhạc hay phim điện ảnh. Thuật ngữ này được tạo ra để so sánh với Làn sóng Hàn Quốc (tiếng Anh: Korean Wave hay K-wave). Trong giai đoạn kể từ năm 2000, Thái Lan đã và đang xuất khẩu nhiều hình thức sản phẩm văn hóa sang nhiều quốc gia đặc biệt là trong khối ASEAN. Chúng rất phổ biến tại Việt Nam, Myanmar, Lào, Campuchia hay thậm chí là cả Trung Quốc đại lục.

## Nhạc Thái lời Việt
Vào đầu thập niên 2000, các đĩa CD và VCD nhạc Thái bắt đầu xuất hiện nhiều hơn ở Việt Nam với thể loại nhạc dance có tiết tấu sôi nổi, hiện đại. Các ca khúc phần lớn có giai điệu và lối hòa âm nhanh, hợp với tâm lý giới trẻ. Bên cạnh đó, còn có những bài nhạc pop ballad nhẹ nhàng dễ nghe. Chính vì thế, khán giả Việt đã tìm thấy được ở nhạc Thái có nét mới lạ. Điển hình là các đĩa nhạc do GMM Grammy và Công ty Trách nhiệm hữu hạn Đại chúng RS sản xuất và phát hành trong những năm thập niên 90.
Phần lớn các ca khúc Thái Lan du nhập vào Việt Nam do các ca sĩ hàng đầu trình diễn như Bird, Nicole, Tata Young... Các ca sĩ, nhạc sĩ Việt Nam đã chọn thu âm các ca khúc nổi tiếng của ông hoàng pop Thái Bird Thongchai rồi tự soạn lời Việt như "Tình yêu thầm kín", "Thật lòng xin lỗi em" của ca sĩ Nguyên Vũ. Ca sĩ Thanh Thảo cũng gặt hái được nhiều thành công với một bài nhạc Thái lời Việt của nhóm nhạc 2 chị em người Thái gốc Hoa China Dolls, trình diễn tại các quán bar, phòng trà. Một số ca khúc Thái Lan cũng được các ca sĩ Việt Nam tại hải ngoại trình bày rất nhiều.
Dưới đây là một số bài nhạc pop Thái Lan đã được các nghệ sĩ Việt nổi tiếng hát lại hoặc phối lại bằng tiếng Việt:
| STT | Tên bài hát gốc (phiên âm RTGS)                                               | Album                                                                                    | Nghệ sĩ thể hiện | Năm phát hành | Tên bài hát phiên bản Việt Nam |
| --- | ----------------------------------------------------------------------------- | ---------------------------------------------------------------------------------------- | --- | ------------- | --- |
| 1   | ติ๊ดชึ่ง (Tid Cheung)                                                             | Zig-Zag                                                                                  | Zig-Zag | 2003          | - Em Còn Nhỏ Xíu Em Xin Lắc Đầu - Vũ Trâm Anh, Bảo Chung - Kịch Ngày Xửa Ngày Xưa 15: Hoàng Tử Ai Cập - Lê Khánh (Vai Ma Khóc Nhè) |
| 2   | น้ำพริกปลาทู (Nam Prik Pla Tu)                                                   | สามารถ อารมณ์ดี (Samarot Aromdi)                                                           | Samart Payakaroon | 1990          | - Giã Từ Em - Thanh Thảo, Lý Hải - Tình Si - Minh Tuyết - Si Tình Em - Nguyễn Đức |
| 3   | ตี๋ไม่เกี่ยว (Tee Mai Gure)                                                        | หมวยนี่คะ (Muay Nee Kah)                                                                   | China Dolls | 1999          | Cười Lên Bạn Nhé - Nhóm Mắt Ngọc |
| 4   | ไปโรงเรียนสาย (Pai Rong Rien Sai)                                              | Anan Anwar                                                                               | Anan Anwar | 1999          | Ngóng Trông - Nhóm Mây Trắng |
| 5   | โอ๊ะ โอ๊ะ โอ๊ะ (Oh Oh Oh)                                                        | China More                                                                               | China Dolls | 2000          | - Trái Tim Yêu Đời - Phương Thanh - Ôi Tình Yêu - Thanh Thảo - Phút Giây Ban Đầu (Ố Ố Ố Tình) - Như Quỳnh - Đừng Theo Em - Nhật Hào - Ôi Tình Ca! - Thanh Hà, Rebecca Quỳnh Giao - Mùa Xuân Đến - Nini - Ố Quá Xá Buồn! - Huy Đức - Kịch Ngày Xửa Ngày Xưa 18: Chàng Lang Thang Và Nàng Tùy Tiên - NSƯT Thành Lộc, NSƯT Hữu Châu, NSƯT Mỹ Duyên, Hương Giang, Đình Toàn |
| 6   | H.N.Y                                                                         | China More                                                                               | China Dolls | 2000          | - Cung Đàn Xuân - Nguyễn Lộc, Mỹ Hương - Nói Với Người Tình - Trúc Linh, Trúc Lam - Xuân Sum Vầy - Thanh Duy, Đại Nhân - Tết Về Em Vẫn Ế - Vĩnh Thuyên Kim |
| 7   | OK นะคะ (O.K. Na Ka)                                                          | Kat Around The Clock                                                                     | Katreeya English | 2001          | - OK! Mình Chia Tay - Thanh Thảo, Đinh Tiến Đạt - Theo Em Xuống Phố - Bảo Hân |
| 8   | อาย (Ai)                                                                      | มะลึกกึ๊กกึ๋ยย์ (Ma Leuk Geuk Guey)                                                            | Natalie Stybert (นาตาลี Natalee) | 2001          | Ai Ai Ai - Nhóm Mây Trắng |
| 9   | เล่นอะไรก็ไม่รู้...บ้า (Len Arai Ko Mai Ru... Bah)                                  | Anan Anwar                                                                               | Anan Anwar | 1999          | Trái Tim Đau - Thanh Thảo |
| 10  | ล้อเล่น (Lau Len)                                                               | หมวยนี่คะ (Muay Nee Kah) [I Am Chinese Girl]                                               | China Dolls | 1999          | Mắt Bồ Câu - Thanh Thảo |
| 11  | น้อย น้อย หน่อย (Noy Noy Noi)                                                    | China More                                                                               | China Dolls | 2000          | Chàng Và Nàng - Thanh Thảo, Đinh Tiến Đạt |
| 12  | คนหน้า ม. (Kon Nah Mor)                                                        | China More                                                                               | China Dolls | 2000          | - Tình Ơi...Có Hay! - Như Quỳnh - Men Tình - Bảo Hân - Giận Mà Yêu - Nhóm The Bells |
| 13  | ซอย 4 (Soy 4)                                                                 | ติ้งหน่อง (Ting Nong)                                                                       | China Dolls | 2001          | Chẳng Yêu Anh Đâu - Nhóm The Bells |
| 14  | หมวยนะไม่ได้โจ๋ (Muay Na Mai Dai Joh) [Chinese Girls Aren't Teens Anymore]       | China แดง (China Daeng) [China Red]                                                      | China Dolls | 2002          | Anh Chàng Đẹp Trai - Châu Gia Kiệt |
| 15  | รักหนักแน่น (Ruk Nuk Naen) (Firm Love)                                           | - Thongchai Service - 1998 - Project S The Series: Side by Side (Vai Tựa Vai) OST - 2017 | Bird Thongchai | 1998          | Vì Đôi Ta Là Của Nhau - Ưng Hoàng Phúc |
| 16  | รักเดียวใจเดียว (Ruk Diow Jai Diow) [One Love, One Heart]                        | - คนใช้ชีวิต (Kon Chai Chee Wit) - 2000 - Proong Nee Gor Ruk Ter (Lửa Tình) OST - 2009      | - Thanapon Intharit - Suparuj Techatanon (Ruj The Star 4) | 2000          | Một Trái Tim, Một Tình Yêu - Sỹ Đan |
| 17  | Boom                                                                          | Cheer                                                                                    | Cheer (Mos (Patiparn Pataweekarn), Katreeya English, Briohny Kate, Dragon 5, Bubble Girls, Ying Yaya (Rhatha Phongam), Joey Boy, Power Pat, Look Hin, Zaza, China Dolls, Natalie Stybert) | 2001          | Vũ Điệu Boom Boom - Đan Trường |
| 18  | คู่กัด (Koo Kud)                                                                 | Boomerang                                                                                | Bird Thongchai | 1990          | - Thất Tình - Minh Thuận, Nhật Hào - Tình Em Thắm Thiết - Lynda Trang Đài - Này Cô Bé Mắt Nai - Như Mai, Duy Tường, Quốc Sĩ - My Dream Girl - Don Hồ |
| 19  | ตี๋ช้ง (Tee Sung)                                                                | China แดง (China Daeng) [China Red]                                                      | China Dolls | 2002          | Tạm Biệt Thơ Ngây - Thanh Thảo |
| 20  | พรุ่งนี้อาจไม่มีฉัน (Proong Nee Ard Mai Mee Chun)                                    | Stay                                                                                     | Palmy | 2003          | Lạnh Giá - Minh Thư |
| 21  | คิดมาก (Kid Mak)                                                               | Friend Zone (Yêu Nhầm Bạn Thân) OST                                                      | Palmy | 2019          | Người Nào Hay - Chi Pu |
| 22  | ยินดีไม่มีปัญหา (Yin Dee Mai Mee Bpunhah)                                          | ฟักทอง (Fug Taung)                                                                        | Asanee-Wasan | 1989          | - Xin Lỗi Em (Đa Tình) - Cẩm Ly, Minh Tuyết - Yêu Anh Mãi Mãi - Tam ca Áo trắng - Lạy Trời Thôi Mưa - Julie Quang - Xin Lỗi Người Yêu - Sỹ Ben - Có Phải Là Yêu - Châu Ngọc - Về Đây Bên Nhau - Ý Nhi |
| 23  | เพลงหมา หมา (Pleng Mah Mah)                                                   | China More                                                                               | China Dolls | 2000          | - Mắt Nhung - Vũ Hà - Đường Vào Tình Yêu - Trúc Linh, Trúc Lam - Thầm Yêu Trong Mơ - Nhật Hào |
| 24  |                                                                               |                                                                                          | |               | Tình Yêu Chưa Dám Đâu - Hiền Thục |
| 25  | ก็เลิกกันแล้ว (Gaw Lerk Gun Laaw)                                                 | Thongchai Service                                                                        | Bird Thongchai | 1998          | Tình Yêu Thầm Kín - Nguyên Vũ |
| 26  | บอกว่าอย่าน่ารัก (Bauk Wah Yah Nah Ruk)                                           | Thongchai Service                                                                        | Bird Thongchai | 1998          | Thật Lòng Xin Lỗi Em - Nguyên Vũ |
| 27  | ซ่าส์...(สั่นๆ) (Sa...Sun Sun)                                                    | D2B                                                                                      | D2B | 2001          | Tiểu Thư Kiêu Kỳ - Vũ Hà |
| 28  | อย่าขัดใจ (Yaa Khat Jai)                                                        | Virus วายร้าย (Virus Wai Rai)                                                             | JR-Voy | 1998          | Búp Bê Chao Miao - Vũ Hà |
| 29  | ฝากเลี้ยง (Faag Lieng)                                                          | จ.เ-ะ.บ (Jor-Ae-Bor)                                                                     | Jetrin Wattanasin | 1991          | Kẻ Bịp Bợm Đáng Yêu - Minh Thuận |
| 30  | เสียงของหัวใจ (Sieng Kaung Hua Jai)                                             | Extramild                                                                                | Thitima Patumtip | 2000          | Lời Trái Tim Em - Nhật Kim Anh |
| 31  | สบาย สบาย (Sabai Sabai)                                                       | สบาย สบาย (Sabai Sabai)                                                                  | Bird Thongchai | 1987          | - Một Chiều Mưa - Tú Quyên - Tình Ơi Tình Ơi - Elvis Phương - Tình Yêu, Tình Yêu - Băng Tâm |
| 32  | พริกขี้หนู (Prik Kee Noo)                                                         | พริกขี้หนู (Prik Kee Noo)                                                                    | Bird Thongchai | 1991          | - Người Em Yêu Dấu - Minh Thuận - Lời Ngụ Ngôn Tình Yêu - Hạ Vy, Don Hồ |
| 33  | อย่าทำร้ายใจกัน (Yah Tum Rai Jai Gun)                                            | Smile Club                                                                               | Bird Thongchai | 2001          | Cơn Sầu Đêm Nay - Thủy Tiên |
| 34  | ผีเสื้อราตรี (Pee Surah Rah Tree)                                                 | 2002 ราตรี (2002 Rahtree)                                                                 | Katreeya English | 2002          | Mùa Hè Kỷ Niệm - Như Loan |
| 35  | ก่อนจะบานปลาย (Gaun Ja Bahn Plai)                                              | 2191 วันที่ฉันรักเธอ (2191 Wan Tee Chun Ruk Tur)                                              | Utain Prommin | 1999          | Tình Và Mộng - Hoàng Nam |
| 36  | สิ่งมีชีวิตที่คิดได้และเจ็บเป็น (Sing Mee Cheewit Tee Kit Dai Lae Jep Pen)               | Social                                                                                   | So Cool | 2012          | Anh Cũng Sống Cũng Biết Nghĩ Biết Đau - Kaisoul |
| 37  | รักเกินร้อย (Ruk Gern Roy)                                                       | รักเกิน 100 (Ruk Gern 100)                                                                 | Pannipa Jirasak | 1994          | Cơn Mưa Xứ Lạ - Thanh Hà |
| 38  | ก็ใครมันจะไปรู้หล่ะ (Gaw Krai Mun Ja Pai Roo La)                                   | 108 - 1009                                                                               | Jetrin Wattanasin | 1993          | Nói Dối - Tâm Đoan |
| 39  | หมวยนี่คะ (Muay Nee Kah)                                                        | หมวยนี่คะ (Muay Nee Kah) [I Am Chinese Girl]                                               | China Dolls | 1999          | Thêm Yêu Đời Hơn - Nguyễn Đức, Tú Linh |
| 40  | จุดยืนความรัก (Chut Yuen Khwam Rak)                                              | คนรักหาย (Khon Rak Hai)                                                                   | Anat Phutthamat |               | Tình Như Giấc Mơ Hoang - Ngọc Thúy |
| 41  | SHOCK-GA-DOOF                                                                 | SHOCK-GA-DOOF                                                                            | Raffy & Nancy | 1999          | - Bé Yêu - Huy Vũ, Rebecca Quỳnh Giao - Bé Yêu - D&D |
| 42  | หวานใจ (Wan Chai)                                                             | Tata Young                                                                               | Tata Young | 2001          | Ôi Tình Yêu 2 - Cát Tiên |
| 43  | เคยรักฉันบ้างไหม (Koey Ruk Chun Bang Mai)                                        | The Red Album ปกแดง (The Red Album Pok Daeng)                                            | Loso | 2001          | Người Hỡi Anh Muốn Quay Về! - Lý Hải |
| 44  |                                                                               |                                                                                          | |               | Mời Bạn Vô Đây - Trương Hải Yến, Xuân Mai |
| 45  | รอคอย (Ro Koi)                                                                | Rainbow 1989                                                                             | Peerapong Polchana | 1989          | Chàng Lãng Tử - Hoàng Tâm |
| 46  |                                                                               |                                                                                          | |               | Ngày Vui Được Mùa - Tuấn Cảnh, Xuân Mai |
| 47  | แค่มองว่าเรารักกันก็พอ (Kae Mong Wah Rao Ruk Gun Kor Por) (nhạc phim Mộng Hồ Điệp) |                                                                                          | ICE Sarunyu | 2022          | Chỉ Cần Ta Yêu Nhau Là Đủ - Triệu Lộc |
| 48  | ชั๊บ...ชั๊บ...ชั๊บ... (Chub...Chub...Chub)                                          | James F.M.                                                                               | James Ruangsak | 1998          | Tình Không Dễ Phai - Cát Tiên |
| 49  | ต้มยำ (Tomyum)                                                                 | ติ้งหน่อง (Ting Nong)                                                                       | China Dolls | 2001          | Như Ngày Xưa - Nhóm The Bells |
| 50  | สาวดอย สอยดาว (Saw Doi Soy Daw)                                               | Thierry Mekwattana (เทียรี่ เมฆวัฒนา)                                                        | เทียรี่ (Thierry) | 1989          | Sỏi Đau - Ngọc Ánh |
| 51  |                                                                               |                                                                                          | |               | Chán Chưa Anh? - Phương Thảo |
| 52  | Zoom!                                                                         | Dancing Queen                                                                            | Christina Aguilar | 2001          | Yêu Nhau Dưới Nắng Mai - Như Loan |
| 53  | ฝากเลี้ยง (Faang Lieng)                                                         | J.E.B                                                                                    | Jetrin Wattanasin | 1991          | - Kẻ Cắp Trái Tim - Lâm Chí Khanh (tên sau này Lâm Khánh Chi) - Kẻ Bịp Bợm Đáng Yêu - Minh Thuận |
| 54  | เขี่ยหูรอ (Kie Hoo Ror)                                                          | Studio #2 - Yung ruk yung huang                                                          | Chai Sanuwat | 2003          | Cánh Sen Kỷ Niệm - Hạ Vy |
| 55  | แฟนจ๋า (Fan Ja)                                                                | Choot Rub Kaek                                                                           | Bird Thongchai, Jintara Poonlarp & Nat Myria | 2002          | Kịch Ngày Xửa Ngày Xưa 18: Chàng Lang Thang Và Nàng Tùy Tiện - Tất Cả Diễn Viên Đóng Vai Dân Làng |
| 56  | ความรักตามไป (Kwam Ruk Tum Pai)                                                | SEVEN 01                                                                                 | Nat Myria | 2000          | Một Giấc Mơ - Ngô Thanh Vân |
| 57  | โย่! (Yo!)                                                                     | Yo!                                                                                      | Bazoo | 2002          | Nói Với Em - Nguyễn Phi Hùng |
| 58  | เขี่ยหูรอ (Khia Huu Raw)                                                         | ชัย สานุวัฒน์ 2 ยังรักยังห่วง                                                                    | Chai Sanuwat | 2003          | Cánh Sen Kỷ Niệm - Hạ Vy |
| 59  | Say Say Say                                                                   | นัท มีเรีย SUGAR FREE                                                                       | Nat Myria | 1998          | Hãy Nói Lời Yêu Em - Ngọc Thúy |
| 60  | น้อยไปอีกหรือ (Noy Pee Yik Reu)                                                  | ศรัณย่า ต่างกันที่เวลา                                                                         | Saranya | 1998          | Tình Nào Không Dối Gian? - Mimi Lê |
| 61  | All I Wanna Do                                                                | Choo La..Choo La                                                                         | Jay Jetrin | 1995          | Biết Nói Sao Người Hỡi? - Nguyên Vũ |
| 62  | เงียบๆ คนเดียว (Ngiab Ngiab Kon Diow)                                           | ธงไชย อาสาสนุก                                                                            | Bird Thong hai | 1996          | Bọt Nước - Nguyên Vũ |
| 63  | รักกันมั้ย (Ruk Gun Mai                                                           | เบิร์ด ธงไชย เซอร์วิส                                                                        | Bird Thong hai | 1996          | Chớ Tin! - Nguyên Vũ |
| 64  | กลับมาหาเพื่อน (Glub Mah Hah Purn)                                               | SEVEN 02                                                                                 | Mai Charoenpura, Marsha Vadhanapanich | 2000          | Didn't You Know? - Như Loan |
| 65  | อยากให้เป็นเช่นวันก่อน (Yak Hai Pen Chen Wan Kon)                                  | ความทรงจำ หมายเลข 2                                                                      | Rainbow | 1989          | Hiến Dâng Trong Mưa - Lây Minh |
| 66  | อยากให้รู้ว่าเหงา (Yak Hai Roo Wah Ngao)                                          | J:Day                                                                                    | Jetrin Wattanasin | 1998          | Khúc Tình Lãng Quên - Hoàng Dũng |
| 67  | ซักกะนิด (Sak Ka Nid)                                                           | กระเป๋ามหัศจรรย์                                                                            | Tata Young | 1997          | - Xuân Mộng Mơ - Phương Thanh - Tình Đắm Say - Thanh Thảo |
| 67  | กะโปโล (Ka Po Lo)                                                             | กะ-โป-โล-คลับ                                                                             | Nicole Theriault | 1998          | Như Là Anh Yêu Em - Trần Thu Hà |
| 68  | ปาป๊า มาม้า (Pa Pa Ma Ma)                                                       | ฟอร์เอฟเวอร์                                                                               | ปาป๊า มาม๊า (หรือรวมเพลงฟอร์เอฟเวอร์) | 1998          | Tình Trong Mơ - nhóm Techno |
| 69  | อยากเป็นคนนั้น (Yak Pen Khon Nan)                                                | อยากเป็นคนนั้น                                                                              | D2B | 1999          | Mãi Đi Tìm - nhóm Go On |
| 70  | Oh Oh                                                                         | กะ-โป-โล-คลับ                                                                             | Nicole Theriault | 1998          | Nếu Lỡ Yêu Em - Ngọc Linh |
| 71  | หัวใจลัดฟ้า (Hua Jai Lad Fa)                                                     | Moving MOS                                                                               | Mos Patiparn | 1998          | Bye Bye (Tạm Biệt) - Lý Hải |

## Ảnh hưởng củaV-poptới nhạc trẻ Thái Lan
Ngày 11 tháng 8 năm 2017, nữ ca sĩ Việt Nam Hòa Minzy và nam rapper người Thái Bie The Ska đã ra mắt MV "Ăn gì đây" bằng tiếng Thái để quảng bá ẩm thực Thái Lan, tạo nên cơn sốt cho giới trẻ Thái Lan lúc bấy giờ. Cho tới năm 2021, Quang Hùng MasterD - nam ca sĩ trẻ sinh năm 1997 đã tạo nên T-wind tại Thái Lan, gây xôn xao thị trường nhạc pop xứ Chùa Vàng. Ca khúc Dễ Đến Dễ Đi (tiếng Thái: จากกันไปงายๆ, phát âm tiếng Thái: [Chạc-kan-pi-ngay-ngay]) trở nên gây bão- điều mà chưa từng nghệ sĩ Việt Nam nào có thể làm được bất ngờ gây sốt và trở thành một trào lưu trên TikTok tại Thái Lan. Fan Thái Lan lập tức đổ xô ủng hộ chàng trai Gen Z đến từ Việt Nam nồng nhiệt, điều mà chưa từng nghệ sĩ Việt Nam nào có thể làm được. Ca khúc có giai điệu và ca từ gần như trùng hợp với ca khúc Kon Jai Ngai (คนใจง่าย) của nam ca sĩ ICE Sarunyu nên có không ít những bạn trẻ, TikToker Thái Lan cover mashup cả hai ca khúc để tạo tiếng vang, tạo nên cú hit lớn nhằm nâng tên tuổi của Quang Hùng. Kể từ đó, có không ít các ca khúc của Quang Hùng MasterD đều được netizen Thái phổ lời tiếng Thái dịch từ tiếng Việt để cover "chiếm sóng" Youtube.